# 헌터 S. 톰슨

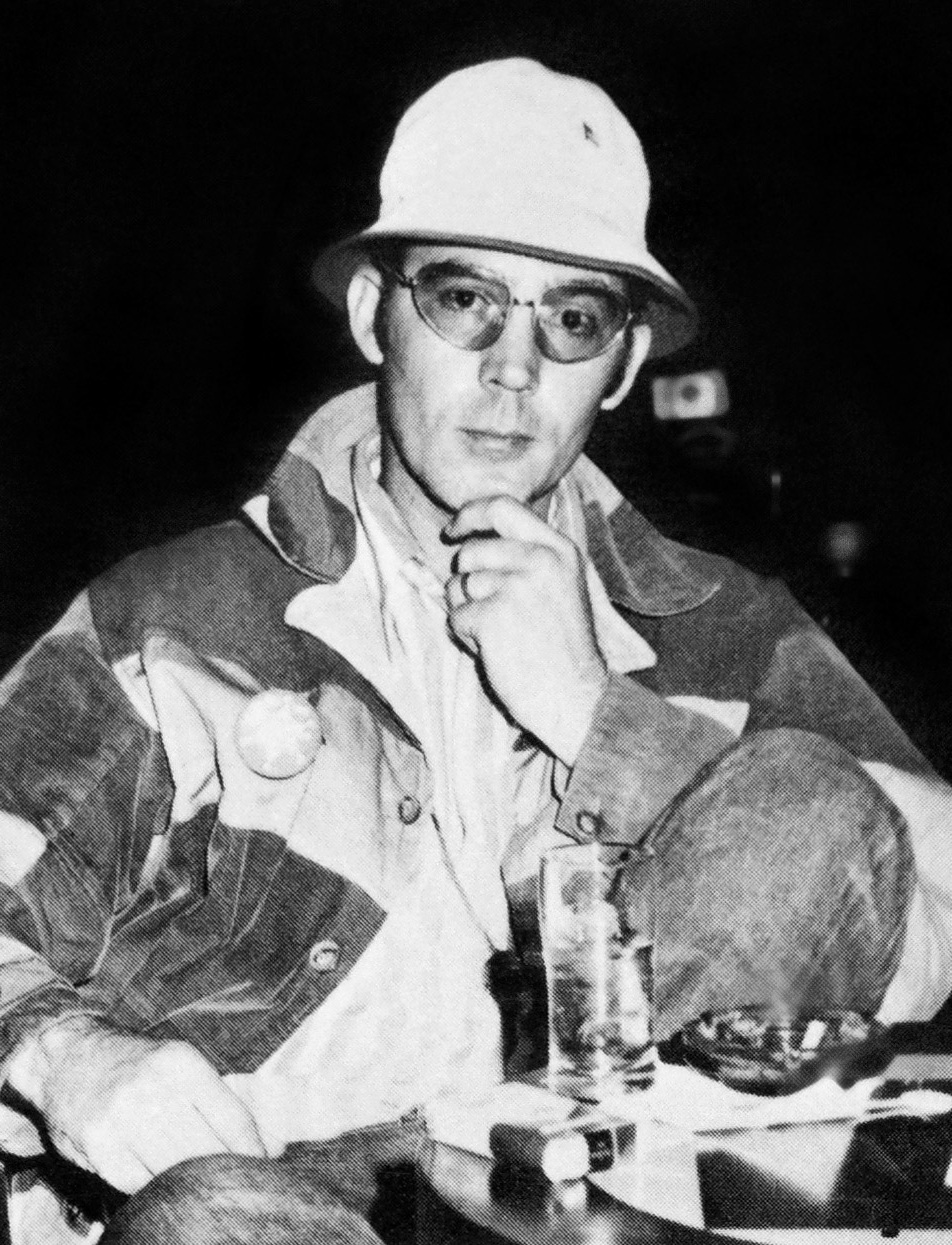

헌터 S. 톰슨(Hunter S. Thompson, 1937년 7월 18일 ~ 2005년 2월 20일)는 미국의 작가이자 저널리스트이다.
1937년 7월 18일에 켄터키주 루이빌에서 태어나 고등학교를 중퇴하고 미국 공군에 입대했다. 《롤링 스톤》, 《더 네이션》, 《타임》, 《뉴욕 헤럴드 트리뷴》 등을 주요 활약 무대로 삼았다. 톰 울프와 함께 미국 뉴 저널리즘의 대표 주자로 여겨졌다. 어린 시절부터 알코올과 마약을 남용하여 우울증과 건강 문제에 시달렸고 2005년 2월 20일에 권총 자살했다.